# Hermann Albert (Maler)
Hermann Albert (* 4. Juli 1937 in Ansbach) ist ein deutscher Maler, Bildhauer und Professor.

## Leben und Wirken
Hermann Albert studierte an der staatlichen Hochschule für Bildende Künste Braunschweig bei Peter Voigt. Er beteiligte sich beispielsweise an folgenden Gruppenausstellungen: 1967/68 Deutscher Künstlerbund „Akt 68“, Städtische Kunsthalle, Recklinghausen. Einzelausstellungen fanden 1967 in der Selbsthilfegalerie Großgörschen 35, Berlin, 1968 in der Galerie Pforte, Aachen, 1969 in der Galerie Poll, Berlin, 1970 in der Galerie Cornels, Baden-Baden, statt.
1971 erhielt er ein Stipendium der Villa Romana in Florenz. Auf der Documenta 6 1977 in Kassel war er im Bereich Zeichnung vertreten. Seit 1973 konzentrierte er sich vermehrt auf Zeichnungen, wechselte 1974 von Acrylfarben zu gedämpften Tempera-Tönen, dazu wechselten in dieser Zeit auch die dargestellten Personen von Spießbürgern zu Bauerntypen in Landschaften.
Von 1985 bis 2001 war Albert als Hochschullehrer an der Hochschule für Bildende Künste Braunschweig tätig. Bereits seit 1996 lebt er wechselnd in Italien (Mailand) und in Deutschland (Berlin).

## Einzelausstellungen (Auswahl)
- 1967 Malerei, Großgörschen 35, Berlin
- 1969 Galerie Poll, Berlin (es folgten dort weitere Einzelausstellungen)
- 1981 Neuer Berliner Kunstverein im Schloß Charlottenburg
- 1995 Kunstverein Braunschweig

## Ausstellungsbeteiligungen (Auswahl)
- 1967/68 „Akt 68“, Deutscher Künstlerbund
- 1970 „Prisma '70“, Rheinisches Landesmuseum Bonn[4]
- 1977 Documenta 6, Kassel